# Helios (tàu vũ trụ)

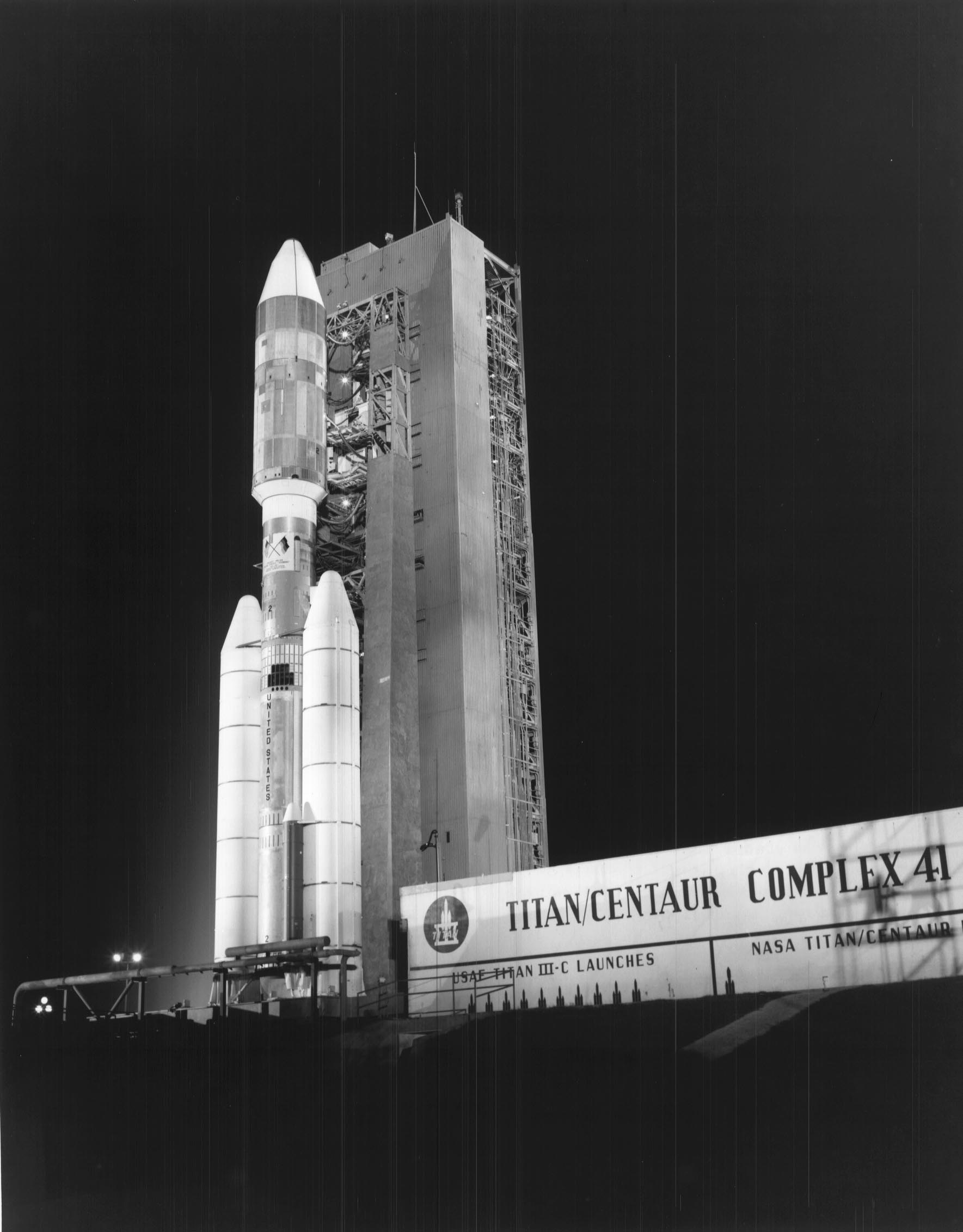
Tàu Titan3E - Helios 1

Helios-A và Helios-B (còn được gọi là Helios 1 và Helios 2) là một cặp tàu thăm dò vũ trụ được phóng lên quỹ đạo nhật tâm cho mục đích nghiên cứu các quá trình trên Mặt trời. Một liên doanh của cơ quan vũ trụ DFVLR của Tây Đức (70% cổ phần) và NASA (30%), các tàu thăm dò đã được phóng từ Trạm Không quân Cape Canaveral, Florida, vào 10 tháng 12 năm 1974 và 15 tháng 1 năm 1976, tương ứng. Nhà thầu chính của dự án này là Messerschmitt-Bölkow-Blohm, và hai tàu vũ trụ này là những chiếc tàu vũ trụ đầu tiên được chế tạo bên ngoài cả Hoa Kỳ và Liên Xô được phóng lên để rời khỏi quỹ đạo Trái đất.
Các tàu thăm dò này đã lập kỷ lục tốc độ tối đa cho tàu vũ trụ là 252.792 km/h (157.078 mph; 70.220 m/s). Helios-B đã bay 3.000.000 kilômét (1.900.000 mi)   gần mặt trời hơn Helios-A, đạt điểm cận nhật vào ngày 17 tháng 4 năm 1976, ở khoảng cách kỷ lục 43,432 triệu kilômét (26,987×106 mi), gần hơn quỹ đạo của Sao Thủy. Helios-B đã được phóng vào quỹ đạo 13 tháng sau Helios-A. Các tàu thăm dò không gian Helios đã hoàn thành các nhiệm vụ chính của họ vào đầu những năm 1980 và tiếp tục gửi dữ liệu đến năm 1985.
Các tàu thăm dò này không còn hoạt động nữa nhưng vẫn nằm trong một quỹ đạo hình elip quanh Mặt trời.